# 진영의 음반 내용과 참여 목록
다음은 대한민국의 보이 그룹 GOT7의 멤버이자, 솔로 가수 진영(박진영)이 작사, 작곡 및 프로듀싱에 참여한 목록이다.

## 음반 참여

### 진영
| 연도 | 발매일     | Artist          | 앨범명              | 곡명                   | 비고                                                  |
| ---- | ---------- | --------------- | ------------------- | ---------------------- | ----------------------------------------------------- |
| 2023 | 2023.01.18 | 진영 (Jinyoung) | 《Chapter 0: WITH》 | 〈Animal〉             | - 작사 : 진영 - 작곡 : 진영, Distract, Brian Cho      |
| 2023 | 2023.01.18 | 진영 (Jinyoung) | 《Chapter 0: WITH》 | 〈Cotton Candy〉       | - 작사 : 진영 - 작곡 : 진영, Distract, Ludwig Lindell |
| 2023 | 2023.01.18 | 진영 (Jinyoung) | 《Chapter 0: WITH》 | 〈너를 만남이란 기적〉 | - 작사 : 진영 - 작곡 : 진영, Distract, Secret Weapon  |
| 2023 | 2023.01.18 | 진영 (Jinyoung) | 《Chapter 0: WITH》 | 〈잘 자〉              | - 작사 : 진영 - 작곡 : 진영, Distract, Ludwig Lindell |
| 2023 | 2023.01.18 | 진영 (Jinyoung) | 《Chapter 0: WITH》 | 〈편지〉               | - 작사 : 진영                                         |
| 2021 | 2021.07.29 | 진영 (Jinyoung) | 《DIVE》            | 〈DIVE〉               | - 작사 : 진영 - 작곡 : 진영, Distract, Ludwig Lindell |

### JJ Project
| 연도 | 발매일     | 앨범명      | Artist     | JJ Project  | 곡명                 | 비고                                                                  |
| ---- | ---------- | ----------- | ---------- | ----------- | -------------------- | --------------------------------------------------------------------- |
| 2017 | 2017.07.31 | 《Verse 2》 | JJ Project | 진영        | 〈Coming Home〉      | - 작사 : 진영, Distract - 작곡 : 진영, Distract, Secret Weapon        |
| 2017 | 2017.07.31 | 《Verse 2》 | JJ Project | JAY B, 진영 | 〈내일, 오늘〉       | - 작사 : Def., 진영, 박진영                                           |
| 2017 | 2017.07.31 | 《Verse 2》 | JJ Project | JAY B, 진영 | 〈On&On〉            | - 작사 : Def., 진영, mr.cho - 작곡 : Def., 진영, mr.cho, 청담동박건우 |
| 2017 | 2017.07.31 | 《Verse 2》 | JJ Project | JAY B, 진영 | 〈Don't Wanna Know〉 | - 작사 : Def., 진영                                                   |
| 2017 | 2017.07.31 | 《Verse 2》 | JJ Project | 진영        | 〈그날 (진영 Solo)〉 | - 작사 : 진영, 적재, 추대관                                           |

### GOT7

#### 음반
한국
| 연도 | 발매일     | 앨범명                                           | Artist | GOT7                       | 곡명                                     | 비고 |
| ---- | ---------- | ------------------------------------------------ | ------ | -------------------------- | ---------------------------------------- | --- |
| 2025 | 2025.01.20 | 《WINTER_HEPTAGON》                              | GOT7   | 진영                       | 〈her〉                                  | - 작사 : 진영 - 작곡 : 진영, Distract, 82oom (PAPERMAKER), Noah (PAPERMAKER)                                                      |
| 2025 | 2025.01.20 | 《WINTER_HEPTAGON》                              | GOT7   | GOT7                       | 〈우리가 할 수 있는 말은.〉              | - 작사 : GOT7 |
| 2022 | 2022.05.23 | 《GOT7》                                         | GOT7   | 진영 유겸 (YUGYEOM)        | 〈Don’t Care About Me〉                  | - 작사 : 진영, 유겸 (YUGYEOM) - 작곡 : 진영, 유겸 (YUGYEOM), Distract, Ludwig Lindell                                             |
| 2021 | 2021.02.20 | 《Encore》                                       | GOT7   | 진영                       | 〈앙코르 (Encore)〉                      | - 작사 : 진영, Trippy - 작곡 : 진영, Trippy - Vocal Directed by 진영 - Chorus by 진영, Distract                                   |
| 2020 | 2020.11.30 | 《Breath of Love : Last Piece》                  | GOT7   | 진영                       | 〈WAVE〉                                 | - 작사 : 진영, Distract - 작곡 : 진영, Distract, Ludwig Lindell                                                                   |
| 2020 | 2020.04.20 | 《DYE》                                          | GOT7   | 진영                       | 〈LOVE YOU BETTER〉                      | - 작사 : 진영, 조미양(라라라스튜디오), room 102                                                                                   |
| 2019 | 2019.11.04 | 《Call My Name》                                 | GOT7   | 진영                       | 〈RUN AWAY〉                             | - 작사 : 진영, VENDORS, 류다솜 |
| 2019 | 2019.05.20 | 《SPINNING TOP : BETWEEN SECURITY & INSECURITY》 | GOT7   | 진영                       | 〈끝〉                                   | - 작사 : 진영 - 작곡 : 진영, Distract, Secret Weapon                                                                              |
| 2018 | 2018.12.03 | 《Present : YOU & ME Edition》                   | GOT7   | 마크 투안 (Mark Tuan) 진영 | 〈Higher〉 - 마크 투안 (Mark Tuan), 진영 | - 작사 : 마크 투안 (Mark Tuan), 진영 - 작곡 : 진영, Distract, Secret Weapon - 공표일자 : 2016.04.29 GOT7 1ST CONCERT FLY IN SEOUL |
| 2018 | 2018.12.03 | 《Present : YOU & ME Edition》                   | GOT7   | 진영 뱀뱀                  | 〈King〉 - 진영, 뱀뱀                    | - 작사 : 진영, 뱀뱀 - 작곡 : 진영, 뱀뱀, FRANTS - 공표일자 : 2016.04.29 GOT7 1ST CONCERT FLY IN SEOUL                             |
| 2018 | 2018.09.17 | 《Present : YOU》                                | GOT7   | 진영                       | 〈I Am Me〉                              | - 작사 : 진영, Distract - 작곡 : 진영, Distract, Ludwig Lindell                                                                   |
| 2018 | 2018.09.17 | 《Present : YOU》                                | GOT7   | 진영                       | 〈My Youth〉 - 진영 Solo                 | - 작사 : 진영, Distract - 작곡 : 진영, Distract, Tobias Karlsson, Sangmi Kim                                                      |
| 2018 | 2018.03.12 | 《Eyes On You》                                  | GOT7   | 진영                       | 〈고마워〉                               | - 작사 : 진영 - 작곡 : 진영, Distract, Matthew Weedon, Charlie Tenku, Stephen Langstaff                                           |
| 2017 | 2017.10.10 | 《7 for 7》                                      | GOT7   | 진영                       | 〈Firework〉                             | - 작사 : 진영, Distract - 작곡 : 진영, Distract, Secret Weapon                                                                    |
| 2017 | 2017.03.13 | 《FLIGHT LOG : ARRIVAL》                         | GOT7   | 진영 뱀뱀                  | 〈Paradise〉                             | - 작사 : 진영, 뱀뱀, Distract - 작곡 : 진영, Secret Weapon, Distract                                                              |
| 2016 | 2016.09.27 | 《FLIGHT LOG : TURBULENCE》                      | GOT7   | 진영                       | 〈Mayday〉                               | - 작사 : 진영 - 작곡 : 진영, Distract, Secret Weapon                                                                              |
| 2016 | 2016.03.21 | 《FLIGHT LOG : DEPARTURE》                       | GOT7   | 진영 마크 투안 (Mark Tuan) | 〈못하겠어〉                             | - 작사 : 진영 - 랩 메이킹 : 진영, 마크 투안 (Mark Tuan) - 작곡 : 진영, Secret Weapon, Distract                                    |
| 2015 | 2015.11.23 | 《MAD Winter Edition》                           | GOT7   | 진영                       | 〈이.별〉                                | - 작사 : 진영 |

일본
| 연도 | 발매일     | 앨범명                                                          | Artist | GOT7                            | 곡명                                           | 비고 |
| ---- | ---------- | --------------------------------------------------------------- | ------ | ------------------------------- | ---------------------------------------------- | --- |
| 2019 | 2019.01.30 | 《I WON'T LET YOU GO》                                          | GOT7   | 진영                            | 〈ZERO〉                                       | - 작사 : 진영, Co-sho - 작곡 : 진영, Secret Weapon, Distract                                                                             |
| 2019 | 2019.01.30 | 《I WON'T LET YOU GO (진영 & 유겸)》                            | GOT7   | 진영 유겸                       | 〈25〉 - 진영, 유겸                            | - 작사 : 진영, 유겸, Distract, Co-sho - 작곡 : 진영, 유겸, Distract, Secret Weapon                                                       |
| 2018 | 2018.06.20 | rowspan="1《THE New Era (마크 투안 (Mark Tuan) & 진영 & 유겸)》 | GOT7   | 마크 투안 (Mark Tuan) 진영 유겸 | 〈2(TWO)〉 - 마크 투안 (Mark Tuan), 진영, 유겸 | - 작사 : 마크 투안 (Mark Tuan), 진영, 유겸, Distract, Samuelle Soung - 작곡 : 마크 투안 (Mark Tuan), 진영, 유겸, Distract, Secret Weapon |
| 2017 | 2017.11.15 | 《TURN UP (진영 & 영재)》                                       | GOT7   | 진영 영재                       | 〈この胸に〉 - 진영 & 영재                     | - 작사 : Ars, Noday, Risa Horie - 작곡 : Ars, Noday                                                                                      |

#### 안무 창작
| 연도 | Artist | 발매일     | 앨범명           | 곡명          | 안무 창작 참여 |
| ---- | ------ | ---------- | ---------------- | ------------- | --- |
| 2020 | GOT7   | 2020.04.20 | 《DYE》          | 〈POISON〉    | 작곡 : 유겸 참여곡 - 진영, 잭슨, 유겸 셋이 모여 〈POISON〉 무대의 소품과 카메라 동선까지 퍼포먼스 안무 창작에 참여 - 전체적인 구성은 진영, 유니크한 의견들은 잭슨, 안무적인 동작 부분들은 유겸이 참여 - 행거치프와 문을 이용한 퍼포먼스 |
| 2019 | GOT7   | 2019.11.04 | 《Call My Name》 | 〈THURSDAY〉  | 작사・작곡 : JAY B 참여곡 - 진영의 제안으로 진영이 안무 창작 - 안무 창작에 유겸도 참여했는데 동작은 유겸이, 진영은 유겸의 동작을 정리하고, 또 안무가분이 도와주기도 했지만 전체적으로 진영이 거의 다 안무를 다 만들었다.                |
| 2015 | GOT7   | 2015.09.29 | 《MAD》          | 〈니가 하면〉 | - 진영, 유겸 안무 창작 참여 |
| 2014 | GOT7   | 2014.01.20 | 《Got it?》      | 〈따라와〉    | - 진영이 안무 창작 참여 |

## 음반 내용

### 진영

#### 《Chapter 0: WITH》 (2023)
| 2023 | 2023.01.18 | Artist      | 진영 |                     |                     |                     |                     |                     |                     |                     |                     |                     |
| 2023 | 2023.01.18 | 앨범명      | 《Chapter 0: WITH》 | 《Chapter 0: WITH》 | 《Chapter 0: WITH》 | 《Chapter 0: WITH》 | 《Chapter 0: WITH》 | 《Chapter 0: WITH》 | 《Chapter 0: WITH》 | 《Chapter 0: WITH》 | 《Chapter 0: WITH》 | 《Chapter 0: WITH》 |
| 2023 | 2023.01.18 | 앨범 내용   | - GOT7 진영의 첫 솔로 앨범 《Chapter 0: WITH》 - GOT7 진영이 첫 솔로 앨범 《Chapter 0: WITH》를 발매하며 솔로 뮤지션으로서 첫 번째 챕터를 연다. 마치 여러 이야기들을 한 권으로 엮어낸 단편소설집처럼 한 장의 앨범에 진영만의 다양한 음악적 서사를 담아냈다. 그동안 가수뿐 아니라 배우로서 드라마와 영화를 오가며 깊은 눈빛과 섬세한 연기로 대중의 마음을 흔들었던 박진영은 데뷔 후 처음 발표하는 이번 앨범에서 프로듀서로 변신, 앨범 전체 프로듀싱은 물론 전곡 작사 작곡에 참여하며 뮤지션으로서의 정체성을 다시 한번 또렷하게 드러냈다. - 총 5곡으로 구성된 《Chapter 0: WITH》에는 아이돌그룹, 배우 그리고 솔로뮤지션을 거쳐온 지금까지의 여정에서 자신을 변함없이 사랑해주는 사람들을 향한 진영의 마음과, 이제껏 누구에게도 내비치지 않은 그의 진솔함이 듬뿍 담겨 있다. 때로는 사랑스러운 템포와 감미로운 음색으로, 때로는 낮게 울리는 애틋한 목소리로 한 곡 한 곡 써내려간 진영의 첫 번째 연주가 이제 막 시작됐다. |                     |                     |                     |                     |                     |                     |                     |                     |                     |
| 2023 | 2023.01.18 | 타이틀곡    | 〈Cotton Candy〉 |                     |                     |                     |                     |                     |                     |                     |                     |                     |
| 2023 | 2023.01.18 | 타이틀곡    | - 있는 그대로의 나를 바라봐주는 사람들. 무조건적인 사랑과 변함없는 응원으로 뻣뻣한 나를, 입안에서 녹아내리는 솜사탕처럼 달콤하게 만드는 사람들. 그 사람들에 대해, 그 사랑들에 대한 고백이다. |                     |                     |                     |                     |                     |                     |                     |                     |                     |
| 2023 | 2023.01.18 | 타이틀곡    | 〈편지〉 |                     |                     |                     |                     |                     |                     |                     |                     |                     |
| 2023 | 2023.01.18 | 타이틀곡    | - 불확실한 것들이 불안이 되어 한꺼번에 밀려오는 순간, 정해지지 않는 미래를 향해 계속 걷는 것 외에 내가 무얼 할 수 있을까. 그럼에도 우리의 끝이 어둡지 않았으면 좋겠다. 비록 그것이 내 욕심일지라도. |                     |                     |                     |                     |                     |                     |                     |                     |                     |
| 2023 | 2023.01.18 | 수록곡      | 〈Animal〉 - 처절히 혼자라고 느껴질 만큼 추웠던 겨울의 아침. 감추려 해도 작은 마음의 구멍으로 삐져나온 못난 마음이 있었다. 공허함만 가득했던 조용한 방안에서 허무하게 놓쳐버린 사람들을 무기력하게 돌아보던 그날의 이야기. |                     |                     |                     |                     |                     |                     |                     |                     |                     |
| 2023 | 2023.01.18 | 수록곡      | 〈너를 만남이란 기적〉 - 운명이 아니고서는 설명할 수 없는 관계들이 있다. 삶이라는 평행선에서 너무도 다른 사람들이 각자의 길을 걸어가다 우연한 충돌로 서로의 길에 들어서게 된 친구들. 무수히 많은 사람들 중에, 굳이 만난 ‘우리’, 난 그것을 기적이라고 부르고 싶었다. |                     |                     |                     |                     |                     |                     |                     |                     |                     |
| 2023 | 2023.01.18 | 수록곡      | 〈잘 자〉 - 나의 사람들에게 내가 할 수 있는 건 그저 듣고 사라져버릴 말들을 건네는 것뿐이었지만, 이제는 그 말들이 더는 흩어지지 않도록 단어들을 하나하나 모아 노랫말에 넣었다. 이 노래는 모두에게 오래도록 남을 수 있기를 바라며. 그대, 오늘도 수고했어요. |                     |                     |                     |                     |                     |                     |                     |                     |                     |
| 2023 | 2023.01.18 | 음반 매거진 | - 데뷔 11년 만의 솔로! 진영 (GOT7) 《Chapter 0: WITH》 (멜론) |                     |                     |                     |                     |                     |                     |                     |                     |                     |
| 2023 | 2023.01.18 | 기사        | - 박진영, '제로'에서 시작하는 뮤지션 (뉴트랙 쿨리뷰) (아이즈 ize 제공) - 갓세븐 진영 아닌 박진영…데뷔 11년만 솔로로 펼칠 음악세계 (N초점) (뉴스1 제공) |                     |                     |                     |                     |                     |                     |                     |                     |                     |

#### 《DIVE》 (2021)
| 2021 | 2021.07.29 | Artist    | 진영 |          |          |          |          |          |
| 2021 | 2021.07.29 | 앨범명    | 《DIVE》 | 《DIVE》 | 《DIVE》 | 《DIVE》 | 《DIVE》 | 《DIVE》 |
| 2021 | 2021.07.29 | 앨범 내용 | - 진영이 팬 분들께 드리는 깜짝 선물. |          |          |          |          |          |
| 2021 | 2021.07.29 | 타이틀곡  | 〈DIVE〉 |          |          |          |          |          |
| 2021 | 2021.07.29 | 타이틀곡  | - 〈DIVE〉는 진영이 직접 작사 작곡한 밴드 사운드 기반의 곡으로 진영이 '바다가 되어갈 나의 세상'이라는 가사에 포커스를 두고 써내려 갔다. 어떤 대상을 계속해서 받아들이다 보면, 사람, 사랑, 능력, 성장 그 무엇이든 어느 순간 바다처럼 끝없이 채워져 있을 거라는 일종의 ‘믿음’에 대한 노래이고, 그 믿음에 내가 몸을 던지고 싶다(DIVE)는 뜻을 담은 노래. |          |          |          |          |          |
| 2021 | 2021.07.29 | 기사      | - “나의 천사” 갓세븐 진영, 작사·작곡까지 잘하는 팔방미인 ‘DIVE’'들어보고서' (뉴스엔 제공) - 갓세븐 진영 "'다이브' 발매..팬들에게 빨리 노래 들려주고 싶어서" (스타뉴스 제공) - 진영, 자작곡 'DIVE' 발매. "팬 분들께 선물" (스타뉴스 제공) |          |          |          |          |          |
| 2021 | 2021.07.29 | 영상      | - GOT7 진영 첫 싱글 'DIVE' 소개 (TIDAL 제공) - GOT7 진영 첫 싱글 'DIVE' 소개 (MyMusic 제공) |          |          |          |          |          |

### JJ Project

#### 《Verse 2》 (2017)
| 2020 | Artist                  | JJ Project | JJ Project | JJ Project | JJ Project | JJ Project | | | |
| 2020 | 앨범 내용               | 《Verse 2》 | 《Verse 2》 | 《Verse 2》 | 《Verse 2》 | 《Verse 2》 | | | |
| 2020 | 발매일                  | 2017.07.31 | 2017.07.31 | 2017.07.31 | 2017.07.31 | 2017.07.31 | | | |
| 2020 | 앨범 내용               | - 앨범명 《Verse 2》 : 2절이라는 의미 - 1절 : JJ Project 데뷔 싱글, GOT7 활동, JAY B와 진영의 10대 시절 등 - Verse 2 : 2절이라는 의미로 여러 가지 의미의 Verse 2의 시작이란 뜻 - GOT7 유닛 JJ Project, 새 앨범 전곡 작사, 작곡 참여 ‘새로운 음악과 섬세한 감수성’ - JJ Project가 새 앨범 《Verse 2》를 발매하고 5년 만에 전격 컴백한 앨범. - JAY B와 진영으로 구성된 JJ Project는 지난 2012년 5월 데뷔 싱글 앨범 〈BOUNCE〉을 발표하고 가요계에 첫 발을 내딛었다. 두 사람은 GOT7 데뷔 전부터 JJ Project를 결성, 자유분방하고 에너지 넘치는 퍼포먼스로 무대를 달궜다. 이후 그룹 GOT7을 통해 국내는 물론 해외까지 인기 영역을 넓히며 글로벌 대세 아이돌로 입지를 다진 이들이 2017년 하반기 JJ Project로 돌아왔다. JJ Project의 시작인 2012년 당시 19살이었던 두 멤버는 경쾌하고 유쾌한 10대의 에너지를 뿜어냈다. 어느덧 20대가 되고 그룹 GOT7을 통해 톱 아이돌 반열에 올라 성실하게 성장을 기록하고 있는 JAY B와 진영이 《Verse 2》로 깊이 느끼고 생각한 청춘의 시간들을 노래한다. - JJ Project의 새 앨범 《Verse 2》는 타이틀 곡 〈내일, 오늘〉을 포함한 총 8트랙의 미니 앨범. 두 멤버가 신보 전곡의 작사, 작곡 작업에 참여해 새로운 음악적 색깔과 섬세한 감수성을 담아냈다. 새 앨범 《Verse 2》에는 팝, 힙합, 발라드, 얼반 팝, 트로피컬 팝, 소프트 록 등 다채로운 장르의 음악과 함께, CD 음반에 한해 두 멤버의 솔로 곡이 히든 트랙으로 자리했다. JAY B와 진영은 각자 솔로 곡 ‘Fade Away’와 ‘그날’로 한층 풍부한 감성을 전한다. | - 앨범명 《Verse 2》 : 2절이라는 의미 - 1절 : JJ Project 데뷔 싱글, GOT7 활동, JAY B와 진영의 10대 시절 등 - Verse 2 : 2절이라는 의미로 여러 가지 의미의 Verse 2의 시작이란 뜻 - GOT7 유닛 JJ Project, 새 앨범 전곡 작사, 작곡 참여 ‘새로운 음악과 섬세한 감수성’ - JJ Project가 새 앨범 《Verse 2》를 발매하고 5년 만에 전격 컴백한 앨범. - JAY B와 진영으로 구성된 JJ Project는 지난 2012년 5월 데뷔 싱글 앨범 〈BOUNCE〉을 발표하고 가요계에 첫 발을 내딛었다. 두 사람은 GOT7 데뷔 전부터 JJ Project를 결성, 자유분방하고 에너지 넘치는 퍼포먼스로 무대를 달궜다. 이후 그룹 GOT7을 통해 국내는 물론 해외까지 인기 영역을 넓히며 글로벌 대세 아이돌로 입지를 다진 이들이 2017년 하반기 JJ Project로 돌아왔다. JJ Project의 시작인 2012년 당시 19살이었던 두 멤버는 경쾌하고 유쾌한 10대의 에너지를 뿜어냈다. 어느덧 20대가 되고 그룹 GOT7을 통해 톱 아이돌 반열에 올라 성실하게 성장을 기록하고 있는 JAY B와 진영이 《Verse 2》로 깊이 느끼고 생각한 청춘의 시간들을 노래한다. - JJ Project의 새 앨범 《Verse 2》는 타이틀 곡 〈내일, 오늘〉을 포함한 총 8트랙의 미니 앨범. 두 멤버가 신보 전곡의 작사, 작곡 작업에 참여해 새로운 음악적 색깔과 섬세한 감수성을 담아냈다. 새 앨범 《Verse 2》에는 팝, 힙합, 발라드, 얼반 팝, 트로피컬 팝, 소프트 록 등 다채로운 장르의 음악과 함께, CD 음반에 한해 두 멤버의 솔로 곡이 히든 트랙으로 자리했다. JAY B와 진영은 각자 솔로 곡 ‘Fade Away’와 ‘그날’로 한층 풍부한 감성을 전한다. | - 앨범명 《Verse 2》 : 2절이라는 의미 - 1절 : JJ Project 데뷔 싱글, GOT7 활동, JAY B와 진영의 10대 시절 등 - Verse 2 : 2절이라는 의미로 여러 가지 의미의 Verse 2의 시작이란 뜻 - GOT7 유닛 JJ Project, 새 앨범 전곡 작사, 작곡 참여 ‘새로운 음악과 섬세한 감수성’ - JJ Project가 새 앨범 《Verse 2》를 발매하고 5년 만에 전격 컴백한 앨범. - JAY B와 진영으로 구성된 JJ Project는 지난 2012년 5월 데뷔 싱글 앨범 〈BOUNCE〉을 발표하고 가요계에 첫 발을 내딛었다. 두 사람은 GOT7 데뷔 전부터 JJ Project를 결성, 자유분방하고 에너지 넘치는 퍼포먼스로 무대를 달궜다. 이후 그룹 GOT7을 통해 국내는 물론 해외까지 인기 영역을 넓히며 글로벌 대세 아이돌로 입지를 다진 이들이 2017년 하반기 JJ Project로 돌아왔다. JJ Project의 시작인 2012년 당시 19살이었던 두 멤버는 경쾌하고 유쾌한 10대의 에너지를 뿜어냈다. 어느덧 20대가 되고 그룹 GOT7을 통해 톱 아이돌 반열에 올라 성실하게 성장을 기록하고 있는 JAY B와 진영이 《Verse 2》로 깊이 느끼고 생각한 청춘의 시간들을 노래한다. - JJ Project의 새 앨범 《Verse 2》는 타이틀 곡 〈내일, 오늘〉을 포함한 총 8트랙의 미니 앨범. 두 멤버가 신보 전곡의 작사, 작곡 작업에 참여해 새로운 음악적 색깔과 섬세한 감수성을 담아냈다. 새 앨범 《Verse 2》에는 팝, 힙합, 발라드, 얼반 팝, 트로피컬 팝, 소프트 록 등 다채로운 장르의 음악과 함께, CD 음반에 한해 두 멤버의 솔로 곡이 히든 트랙으로 자리했다. JAY B와 진영은 각자 솔로 곡 ‘Fade Away’와 ‘그날’로 한층 풍부한 감성을 전한다. | - 앨범명 《Verse 2》 : 2절이라는 의미 - 1절 : JJ Project 데뷔 싱글, GOT7 활동, JAY B와 진영의 10대 시절 등 - Verse 2 : 2절이라는 의미로 여러 가지 의미의 Verse 2의 시작이란 뜻 - GOT7 유닛 JJ Project, 새 앨범 전곡 작사, 작곡 참여 ‘새로운 음악과 섬세한 감수성’ - JJ Project가 새 앨범 《Verse 2》를 발매하고 5년 만에 전격 컴백한 앨범. - JAY B와 진영으로 구성된 JJ Project는 지난 2012년 5월 데뷔 싱글 앨범 〈BOUNCE〉을 발표하고 가요계에 첫 발을 내딛었다. 두 사람은 GOT7 데뷔 전부터 JJ Project를 결성, 자유분방하고 에너지 넘치는 퍼포먼스로 무대를 달궜다. 이후 그룹 GOT7을 통해 국내는 물론 해외까지 인기 영역을 넓히며 글로벌 대세 아이돌로 입지를 다진 이들이 2017년 하반기 JJ Project로 돌아왔다. JJ Project의 시작인 2012년 당시 19살이었던 두 멤버는 경쾌하고 유쾌한 10대의 에너지를 뿜어냈다. 어느덧 20대가 되고 그룹 GOT7을 통해 톱 아이돌 반열에 올라 성실하게 성장을 기록하고 있는 JAY B와 진영이 《Verse 2》로 깊이 느끼고 생각한 청춘의 시간들을 노래한다. - JJ Project의 새 앨범 《Verse 2》는 타이틀 곡 〈내일, 오늘〉을 포함한 총 8트랙의 미니 앨범. 두 멤버가 신보 전곡의 작사, 작곡 작업에 참여해 새로운 음악적 색깔과 섬세한 감수성을 담아냈다. 새 앨범 《Verse 2》에는 팝, 힙합, 발라드, 얼반 팝, 트로피컬 팝, 소프트 록 등 다채로운 장르의 음악과 함께, CD 음반에 한해 두 멤버의 솔로 곡이 히든 트랙으로 자리했다. JAY B와 진영은 각자 솔로 곡 ‘Fade Away’와 ‘그날’로 한층 풍부한 감성을 전한다. | - 앨범명 《Verse 2》 : 2절이라는 의미 - 1절 : JJ Project 데뷔 싱글, GOT7 활동, JAY B와 진영의 10대 시절 등 - Verse 2 : 2절이라는 의미로 여러 가지 의미의 Verse 2의 시작이란 뜻 - GOT7 유닛 JJ Project, 새 앨범 전곡 작사, 작곡 참여 ‘새로운 음악과 섬세한 감수성’ - JJ Project가 새 앨범 《Verse 2》를 발매하고 5년 만에 전격 컴백한 앨범. - JAY B와 진영으로 구성된 JJ Project는 지난 2012년 5월 데뷔 싱글 앨범 〈BOUNCE〉을 발표하고 가요계에 첫 발을 내딛었다. 두 사람은 GOT7 데뷔 전부터 JJ Project를 결성, 자유분방하고 에너지 넘치는 퍼포먼스로 무대를 달궜다. 이후 그룹 GOT7을 통해 국내는 물론 해외까지 인기 영역을 넓히며 글로벌 대세 아이돌로 입지를 다진 이들이 2017년 하반기 JJ Project로 돌아왔다. JJ Project의 시작인 2012년 당시 19살이었던 두 멤버는 경쾌하고 유쾌한 10대의 에너지를 뿜어냈다. 어느덧 20대가 되고 그룹 GOT7을 통해 톱 아이돌 반열에 올라 성실하게 성장을 기록하고 있는 JAY B와 진영이 《Verse 2》로 깊이 느끼고 생각한 청춘의 시간들을 노래한다. - JJ Project의 새 앨범 《Verse 2》는 타이틀 곡 〈내일, 오늘〉을 포함한 총 8트랙의 미니 앨범. 두 멤버가 신보 전곡의 작사, 작곡 작업에 참여해 새로운 음악적 색깔과 섬세한 감수성을 담아냈다. 새 앨범 《Verse 2》에는 팝, 힙합, 발라드, 얼반 팝, 트로피컬 팝, 소프트 록 등 다채로운 장르의 음악과 함께, CD 음반에 한해 두 멤버의 솔로 곡이 히든 트랙으로 자리했다. JAY B와 진영은 각자 솔로 곡 ‘Fade Away’와 ‘그날’로 한층 풍부한 감성을 전한다. | | | |
| 2020 | 〈내일, 오늘〉 퍼포먼스 | - 서로의 얼굴을 마주보고 추는 거울춤 | - 서로의 얼굴을 마주보고 추는 거울춤 | - 서로의 얼굴을 마주보고 추는 거울춤 | - 서로의 얼굴을 마주보고 추는 거울춤 | - 서로의 얼굴을 마주보고 추는 거울춤 | | | |
| 2020 | 〈내일, 오늘〉          | 〈내일, 오늘〉 | 〈내일, 오늘〉 | 〈내일, 오늘〉 | 〈내일, 오늘〉 | - JYP 수장 박진영과 JJ Project의 JAY B, 진영이 함께 작사한 곡으로 팝, 얼터너티브 록, 힙합 요소가 결합되어 서정적이면서도 밝은 감성을 자아낸다. 무한한 가능성을 지니면서도 동시에 한없이 유약한 청춘들이 삶을 마주하다 겪는 시간과 선택에 대한 고민, 가보지 않은 두 갈래 길 중에 한 곳을 택해야 한다는 고민들을 가사에 실었다. | - JYP 수장 박진영과 JJ Project의 JAY B, 진영이 함께 작사한 곡으로 팝, 얼터너티브 록, 힙합 요소가 결합되어 서정적이면서도 밝은 감성을 자아낸다. 무한한 가능성을 지니면서도 동시에 한없이 유약한 청춘들이 삶을 마주하다 겪는 시간과 선택에 대한 고민, 가보지 않은 두 갈래 길 중에 한 곳을 택해야 한다는 고민들을 가사에 실었다. | - JYP 수장 박진영과 JJ Project의 JAY B, 진영이 함께 작사한 곡으로 팝, 얼터너티브 록, 힙합 요소가 결합되어 서정적이면서도 밝은 감성을 자아낸다. 무한한 가능성을 지니면서도 동시에 한없이 유약한 청춘들이 삶을 마주하다 겪는 시간과 선택에 대한 고민, 가보지 않은 두 갈래 길 중에 한 곳을 택해야 한다는 고민들을 가사에 실었다. | - JYP 수장 박진영과 JJ Project의 JAY B, 진영이 함께 작사한 곡으로 팝, 얼터너티브 록, 힙합 요소가 결합되어 서정적이면서도 밝은 감성을 자아낸다. 무한한 가능성을 지니면서도 동시에 한없이 유약한 청춘들이 삶을 마주하다 겪는 시간과 선택에 대한 고민, 가보지 않은 두 갈래 길 중에 한 곳을 택해야 한다는 고민들을 가사에 실었다. |
| 2020 | 〈Coming Home〉         | 〈Coming Home〉 | 〈Coming Home〉 | 〈Coming Home〉 | 〈Coming Home〉 | - 진영이 작사, 작곡에 참여한 곡. ‘Coming Home’은 떠났던 사람이 기다리고 있는 사람이 있는 집으로 다시 돌아가는 내용으로 기다리는 대상이 가족이 될 수도 사랑하는 연인일 수도 있다. 기다린다고 수없이 말했지만 이제야 돌아와 미안한 마음 그리고 너무 기쁜 마음 등 여러 감정이 섞인 가사가 특징이다. 퓨처 사운드를 기반으로 한 트렌디한 감성의 R&B 트랙이며, 특히 비트와 베이스로만으로도 심플한 진행을 이루고 있는 후렴의 인스트루먼트가 돋보인다. | - 진영이 작사, 작곡에 참여한 곡. ‘Coming Home’은 떠났던 사람이 기다리고 있는 사람이 있는 집으로 다시 돌아가는 내용으로 기다리는 대상이 가족이 될 수도 사랑하는 연인일 수도 있다. 기다린다고 수없이 말했지만 이제야 돌아와 미안한 마음 그리고 너무 기쁜 마음 등 여러 감정이 섞인 가사가 특징이다. 퓨처 사운드를 기반으로 한 트렌디한 감성의 R&B 트랙이며, 특히 비트와 베이스로만으로도 심플한 진행을 이루고 있는 후렴의 인스트루먼트가 돋보인다. | - 진영이 작사, 작곡에 참여한 곡. ‘Coming Home’은 떠났던 사람이 기다리고 있는 사람이 있는 집으로 다시 돌아가는 내용으로 기다리는 대상이 가족이 될 수도 사랑하는 연인일 수도 있다. 기다린다고 수없이 말했지만 이제야 돌아와 미안한 마음 그리고 너무 기쁜 마음 등 여러 감정이 섞인 가사가 특징이다. 퓨처 사운드를 기반으로 한 트렌디한 감성의 R&B 트랙이며, 특히 비트와 베이스로만으로도 심플한 진행을 이루고 있는 후렴의 인스트루먼트가 돋보인다. | - 진영이 작사, 작곡에 참여한 곡. ‘Coming Home’은 떠났던 사람이 기다리고 있는 사람이 있는 집으로 다시 돌아가는 내용으로 기다리는 대상이 가족이 될 수도 사랑하는 연인일 수도 있다. 기다린다고 수없이 말했지만 이제야 돌아와 미안한 마음 그리고 너무 기쁜 마음 등 여러 감정이 섞인 가사가 특징이다. 퓨처 사운드를 기반으로 한 트렌디한 감성의 R&B 트랙이며, 특히 비트와 베이스로만으로도 심플한 진행을 이루고 있는 후렴의 인스트루먼트가 돋보인다. |
| 2020 | 〈On&On〉               | 〈On&On〉 | 〈On&On〉 | 〈On&On〉 | 〈On&On〉 | - '저 빛은 나를 자꾸 비추고 어두운 나의 모습 들추고 슬픈데 안 슬픈 척 해 아픈데 안 아픈 척 해' JAY B와 진영이 작사, 작곡에 참여한 ‘인생이란 무엇인가’라는 고민에서부터 시작된 곡. 처음엔 선글라스를 주제로 시작된 곡으로 일반적으로 긍적적인 이미지인 빛을 다른 시선으로 생각해 보고 싶었다. 계속 빛만 따라가다 보면 힘들고, 계속 바라보고 있으면 눈이 아프듯이. 어둠도 나쁘다기보다는 어두운 것도 익숙해지면 앞이 보이는 것처럼. '사회에서 긍정적으로 인식하는 틀과 규칙'을 '빛'으로 빗대어 생각했을 때 '빛이 꼭 좋은 것만은 아니고, 어둠도 꼭 나쁜 것만은 아니다.'라는 표현. 우리가 살고 있는 사회는 눈에 보이지 않는 틀과 규칙들에서 조금이라도 벗어나면 잘못 살고 있는 것처럼 비춰지는 인식을 ‘빛’에 빗대어 표현했다. 그런 ‘빛’이 무조건 좋은 것만은 아니라는 메시지와 함께, 이 생각에 동의 한다면 'Put your glasses on'이라는 비유적인 가사를 담아냈다. 이러한 메시지와 Tropical 사운드, 그루브 있는 일렉 기타의 연주가 한데 어우러져 시원한 여름에 듣기 좋은 곡으로 탄생했다. | - '저 빛은 나를 자꾸 비추고 어두운 나의 모습 들추고 슬픈데 안 슬픈 척 해 아픈데 안 아픈 척 해' JAY B와 진영이 작사, 작곡에 참여한 ‘인생이란 무엇인가’라는 고민에서부터 시작된 곡. 처음엔 선글라스를 주제로 시작된 곡으로 일반적으로 긍적적인 이미지인 빛을 다른 시선으로 생각해 보고 싶었다. 계속 빛만 따라가다 보면 힘들고, 계속 바라보고 있으면 눈이 아프듯이. 어둠도 나쁘다기보다는 어두운 것도 익숙해지면 앞이 보이는 것처럼. '사회에서 긍정적으로 인식하는 틀과 규칙'을 '빛'으로 빗대어 생각했을 때 '빛이 꼭 좋은 것만은 아니고, 어둠도 꼭 나쁜 것만은 아니다.'라는 표현. 우리가 살고 있는 사회는 눈에 보이지 않는 틀과 규칙들에서 조금이라도 벗어나면 잘못 살고 있는 것처럼 비춰지는 인식을 ‘빛’에 빗대어 표현했다. 그런 ‘빛’이 무조건 좋은 것만은 아니라는 메시지와 함께, 이 생각에 동의 한다면 'Put your glasses on'이라는 비유적인 가사를 담아냈다. 이러한 메시지와 Tropical 사운드, 그루브 있는 일렉 기타의 연주가 한데 어우러져 시원한 여름에 듣기 좋은 곡으로 탄생했다. | - '저 빛은 나를 자꾸 비추고 어두운 나의 모습 들추고 슬픈데 안 슬픈 척 해 아픈데 안 아픈 척 해' JAY B와 진영이 작사, 작곡에 참여한 ‘인생이란 무엇인가’라는 고민에서부터 시작된 곡. 처음엔 선글라스를 주제로 시작된 곡으로 일반적으로 긍적적인 이미지인 빛을 다른 시선으로 생각해 보고 싶었다. 계속 빛만 따라가다 보면 힘들고, 계속 바라보고 있으면 눈이 아프듯이. 어둠도 나쁘다기보다는 어두운 것도 익숙해지면 앞이 보이는 것처럼. '사회에서 긍정적으로 인식하는 틀과 규칙'을 '빛'으로 빗대어 생각했을 때 '빛이 꼭 좋은 것만은 아니고, 어둠도 꼭 나쁜 것만은 아니다.'라는 표현. 우리가 살고 있는 사회는 눈에 보이지 않는 틀과 규칙들에서 조금이라도 벗어나면 잘못 살고 있는 것처럼 비춰지는 인식을 ‘빛’에 빗대어 표현했다. 그런 ‘빛’이 무조건 좋은 것만은 아니라는 메시지와 함께, 이 생각에 동의 한다면 'Put your glasses on'이라는 비유적인 가사를 담아냈다. 이러한 메시지와 Tropical 사운드, 그루브 있는 일렉 기타의 연주가 한데 어우러져 시원한 여름에 듣기 좋은 곡으로 탄생했다. | - '저 빛은 나를 자꾸 비추고 어두운 나의 모습 들추고 슬픈데 안 슬픈 척 해 아픈데 안 아픈 척 해' JAY B와 진영이 작사, 작곡에 참여한 ‘인생이란 무엇인가’라는 고민에서부터 시작된 곡. 처음엔 선글라스를 주제로 시작된 곡으로 일반적으로 긍적적인 이미지인 빛을 다른 시선으로 생각해 보고 싶었다. 계속 빛만 따라가다 보면 힘들고, 계속 바라보고 있으면 눈이 아프듯이. 어둠도 나쁘다기보다는 어두운 것도 익숙해지면 앞이 보이는 것처럼. '사회에서 긍정적으로 인식하는 틀과 규칙'을 '빛'으로 빗대어 생각했을 때 '빛이 꼭 좋은 것만은 아니고, 어둠도 꼭 나쁜 것만은 아니다.'라는 표현. 우리가 살고 있는 사회는 눈에 보이지 않는 틀과 규칙들에서 조금이라도 벗어나면 잘못 살고 있는 것처럼 비춰지는 인식을 ‘빛’에 빗대어 표현했다. 그런 ‘빛’이 무조건 좋은 것만은 아니라는 메시지와 함께, 이 생각에 동의 한다면 'Put your glasses on'이라는 비유적인 가사를 담아냈다. 이러한 메시지와 Tropical 사운드, 그루브 있는 일렉 기타의 연주가 한데 어우러져 시원한 여름에 듣기 좋은 곡으로 탄생했다. |
| 2020 | 〈Don't Wanna Know〉    | 〈Don't Wanna Know〉 | 〈Don't Wanna Know〉 | 〈Don't Wanna Know〉 | 〈Don't Wanna Know〉 | - JAY B와 진영이 작사에 참여한 곡. 감성적인 R&B 장르로 인트로의 아련한 피아노 테마를 시작으로, 후렴에는 따뜻한 질감의 Synth Pad가 곡을 아우르며 서정적인 흐름과 함께 전반적으로 트렌디함을 잘 녹여냈다. 가사에는 사랑하는 사람이 떠나갔다는 걸 믿을 수가 없다는 한 남자가 자신이 다시 용기와 자신감이 생길 때 사랑하는 사람을 되찾겠다는 이야기가 담겨있다. JAY B와 진영이 듣는 분들에게 공감되길 바라는 마음으로 절절한 사랑 노래일 수도 있고, 청춘에 대한 그리움에 대한 노래일 수도 있게 가사를 쓴 곡. | - JAY B와 진영이 작사에 참여한 곡. 감성적인 R&B 장르로 인트로의 아련한 피아노 테마를 시작으로, 후렴에는 따뜻한 질감의 Synth Pad가 곡을 아우르며 서정적인 흐름과 함께 전반적으로 트렌디함을 잘 녹여냈다. 가사에는 사랑하는 사람이 떠나갔다는 걸 믿을 수가 없다는 한 남자가 자신이 다시 용기와 자신감이 생길 때 사랑하는 사람을 되찾겠다는 이야기가 담겨있다. JAY B와 진영이 듣는 분들에게 공감되길 바라는 마음으로 절절한 사랑 노래일 수도 있고, 청춘에 대한 그리움에 대한 노래일 수도 있게 가사를 쓴 곡. | - JAY B와 진영이 작사에 참여한 곡. 감성적인 R&B 장르로 인트로의 아련한 피아노 테마를 시작으로, 후렴에는 따뜻한 질감의 Synth Pad가 곡을 아우르며 서정적인 흐름과 함께 전반적으로 트렌디함을 잘 녹여냈다. 가사에는 사랑하는 사람이 떠나갔다는 걸 믿을 수가 없다는 한 남자가 자신이 다시 용기와 자신감이 생길 때 사랑하는 사람을 되찾겠다는 이야기가 담겨있다. JAY B와 진영이 듣는 분들에게 공감되길 바라는 마음으로 절절한 사랑 노래일 수도 있고, 청춘에 대한 그리움에 대한 노래일 수도 있게 가사를 쓴 곡. | - JAY B와 진영이 작사에 참여한 곡. 감성적인 R&B 장르로 인트로의 아련한 피아노 테마를 시작으로, 후렴에는 따뜻한 질감의 Synth Pad가 곡을 아우르며 서정적인 흐름과 함께 전반적으로 트렌디함을 잘 녹여냈다. 가사에는 사랑하는 사람이 떠나갔다는 걸 믿을 수가 없다는 한 남자가 자신이 다시 용기와 자신감이 생길 때 사랑하는 사람을 되찾겠다는 이야기가 담겨있다. JAY B와 진영이 듣는 분들에게 공감되길 바라는 마음으로 절절한 사랑 노래일 수도 있고, 청춘에 대한 그리움에 대한 노래일 수도 있게 가사를 쓴 곡. |
| 2020 | 〈그날〉 - 진영 Solo    | 〈그날〉 - 진영 Solo | 〈그날〉 - 진영 Solo | 〈그날〉 - 진영 Solo | 〈그날〉 - 진영 Solo | - 진영이 작사, 작곡에 참여한 진영 솔로곡. 오직 일렉 기타 comping과 진영의 목소리에 집중한 R&B Soul 장르로 그 때를 그리워하는 감정을 최소한의 악기 배치로 담아낸 곡. 진영이 작사에 참여해 본인의 이야기를 녹여냈고, 차분하고 절제된 목소리로 곡 완성도를 더했다. 진영이 지금까지 가슴속에 품고 있었던 이야기를 노래에 녹아들게 하려고 가사를 쓴 곡. | - 진영이 작사, 작곡에 참여한 진영 솔로곡. 오직 일렉 기타 comping과 진영의 목소리에 집중한 R&B Soul 장르로 그 때를 그리워하는 감정을 최소한의 악기 배치로 담아낸 곡. 진영이 작사에 참여해 본인의 이야기를 녹여냈고, 차분하고 절제된 목소리로 곡 완성도를 더했다. 진영이 지금까지 가슴속에 품고 있었던 이야기를 노래에 녹아들게 하려고 가사를 쓴 곡. | - 진영이 작사, 작곡에 참여한 진영 솔로곡. 오직 일렉 기타 comping과 진영의 목소리에 집중한 R&B Soul 장르로 그 때를 그리워하는 감정을 최소한의 악기 배치로 담아낸 곡. 진영이 작사에 참여해 본인의 이야기를 녹여냈고, 차분하고 절제된 목소리로 곡 완성도를 더했다. 진영이 지금까지 가슴속에 품고 있었던 이야기를 노래에 녹아들게 하려고 가사를 쓴 곡. | - 진영이 작사, 작곡에 참여한 진영 솔로곡. 오직 일렉 기타 comping과 진영의 목소리에 집중한 R&B Soul 장르로 그 때를 그리워하는 감정을 최소한의 악기 배치로 담아낸 곡. 진영이 작사에 참여해 본인의 이야기를 녹여냈고, 차분하고 절제된 목소리로 곡 완성도를 더했다. 진영이 지금까지 가슴속에 품고 있었던 이야기를 노래에 녹아들게 하려고 가사를 쓴 곡. |

### GOT7

#### 한국
| 2022 | Artist                                   | GOT7                                             | GOT7                                             | GOT7                                             | GOT7                                             | GOT7 | | | |
| 2022 | 앨범 내용                                | 《GOT7》                                         | 《GOT7》                                         | 《GOT7》                                         | 《GOT7》                                         | 《GOT7》 | | | |
| 2022 | 발매일                                   | 2022.05.23                                       | 2022.05.23                                       | 2022.05.23                                       | 2022.05.23                                       | 2022.05.23 | | | |
| 2022 | 〈Don’t Care About Me〉                  | 〈Don’t Care About Me〉                          | 〈Don’t Care About Me〉                          | 〈Don’t Care About Me〉                          | 〈Don’t Care About Me〉                          | - GOT7(갓세븐)이 걸어왔던 길에 대한 확신과 믿음을 I GOT7(아가새𓅪)에게 보여주기 위해 만든 곡. 팬 여러분과 함께라면 어떤 길이든 걸어나갈 수 있다는 GOT7의 메시지를 담았습니다. (진영) | - GOT7(갓세븐)이 걸어왔던 길에 대한 확신과 믿음을 I GOT7(아가새𓅪)에게 보여주기 위해 만든 곡. 팬 여러분과 함께라면 어떤 길이든 걸어나갈 수 있다는 GOT7의 메시지를 담았습니다. (진영) | - GOT7(갓세븐)이 걸어왔던 길에 대한 확신과 믿음을 I GOT7(아가새𓅪)에게 보여주기 위해 만든 곡. 팬 여러분과 함께라면 어떤 길이든 걸어나갈 수 있다는 GOT7의 메시지를 담았습니다. (진영) | - GOT7(갓세븐)이 걸어왔던 길에 대한 확신과 믿음을 I GOT7(아가새𓅪)에게 보여주기 위해 만든 곡. 팬 여러분과 함께라면 어떤 길이든 걸어나갈 수 있다는 GOT7의 메시지를 담았습니다. (진영) |
| 2021 | Artist                                   | GOT7                                             | GOT7                                             | GOT7                                             | GOT7                                             | GOT7 | | | |
| 2021 | 앨범 내용                                | 《Encore》                                       | 《Encore》                                       | 《Encore》                                       | 《Encore》                                       | 《Encore》 | | | |
| 2021 | 발매일                                   | 2021.02.20                                       | 2021.02.20                                       | 2021.02.20                                       | 2021.02.20                                       | 2021.02.20 | | | |
| 2021 | 〈앙코르 (Encore)〉                      | 〈앙코르 (Encore)〉                              | 〈앙코르 (Encore)〉                              | 〈앙코르 (Encore)〉                              | 〈앙코르 (Encore)〉                              | - 〈앙코르 (Encore)〉는 진영이 작사・작곡・보컬 디렉터까지 참여한 곡으로 GOT7이 항상 함께 해주는 팬들 I GOT7 (아가새)에게 전하고 싶은 메시지가 담긴 곡. 제목처럼 팬 분들을 위해 계속해서 노래하고 싶다는 의미를 가진 노래이다. | - 〈앙코르 (Encore)〉는 진영이 작사・작곡・보컬 디렉터까지 참여한 곡으로 GOT7이 항상 함께 해주는 팬들 I GOT7 (아가새)에게 전하고 싶은 메시지가 담긴 곡. 제목처럼 팬 분들을 위해 계속해서 노래하고 싶다는 의미를 가진 노래이다. | - 〈앙코르 (Encore)〉는 진영이 작사・작곡・보컬 디렉터까지 참여한 곡으로 GOT7이 항상 함께 해주는 팬들 I GOT7 (아가새)에게 전하고 싶은 메시지가 담긴 곡. 제목처럼 팬 분들을 위해 계속해서 노래하고 싶다는 의미를 가진 노래이다. | - 〈앙코르 (Encore)〉는 진영이 작사・작곡・보컬 디렉터까지 참여한 곡으로 GOT7이 항상 함께 해주는 팬들 I GOT7 (아가새)에게 전하고 싶은 메시지가 담긴 곡. 제목처럼 팬 분들을 위해 계속해서 노래하고 싶다는 의미를 가진 노래이다. |
| 2021 | 〈앙코르 (Encore)〉                      | 〈앙코르 (Encore)〉                              | 〈앙코르 (Encore)〉                              | 〈앙코르 (Encore)〉                              | 〈앙코르 (Encore)〉                              | - 〈앙코르 (Encore)〉의 뮤직 비디오는 GOT7 일곱 명이 모여 앨범 녹음 레코딩과 함께 즐거운 시간을 보내면서 I GOT7 (아가새)을 위한 Encore을 계속해 나가겠다는 내용 - 〈앙코르 (Encore)〉 뮤직 비디오 참여진 - Executive Producer (총괄 프로듀서) : 마크 투안 (Mark Tuan) - Creative Director : @willgyc - Directed/Edited By : @mamesjao - Produced By : @core.a.creative - Cover by yours truly - 〈앙코르 (Encore)〉 녹음・레코딩 - 잭슨 (Jackson Wang)의 작업실 - 〈앙코르 (Encore)〉 발매 - 〈앙코르 (Encore)〉는 GOT7이 JYP 엔터테인먼트와의 전속계약 종료 후, 재계약 체결 없이 발매한 디지털 싱글로 JAY B가 총대를 메고 새로운 음반사와 전 과정에 직접 다 참여해 여러 가지 서류를 정리해서 발매했다. JAY B는 싱글 발매에 필요한 여러 가지 서류와 그 외의 실무적인 것들을 공부해가며 정리하면서 체력적으로는 힘들었지만, 많이 배울 수 있는 기회였다고 한다. | | | |
| 2020 | Artist                                   | GOT7                                             | GOT7                                             | GOT7                                             | GOT7                                             | GOT7 | | | |
| 2020 | 앨범 내용                                | 《Breath of Love : Last Piece》                  | 《Breath of Love : Last Piece》                  | 《Breath of Love : Last Piece》                  | 《Breath of Love : Last Piece》                  | 《Breath of Love : Last Piece》 | | | |
| 2020 | 발매일                                   | 2020.11.30                                       | 2020.11.30                                       | 2020.11.30                                       | 2020.11.30                                       | 2020.11.30 | | | |
| 2020 | 〈WAVE〉                                 | 〈WAVE〉                                         | 〈WAVE〉                                         | 〈WAVE〉                                         | 〈WAVE〉                                         | - 진영이 작사, 작곡한 곡으로 파도처럼 흘러가는 삶 속에서도 네가 있다면 끝까지 버틸 수 있다는 굳건한 사랑을 가사로 풀어냈다. 세련된 무드가 돋보이는 미디엄 템포 곡이다. 진영이 비트를 듣고 비트가 파도 같아서 바로 곡 제목 WAVE를 떠올린 곡 | - 진영이 작사, 작곡한 곡으로 파도처럼 흘러가는 삶 속에서도 네가 있다면 끝까지 버틸 수 있다는 굳건한 사랑을 가사로 풀어냈다. 세련된 무드가 돋보이는 미디엄 템포 곡이다. 진영이 비트를 듣고 비트가 파도 같아서 바로 곡 제목 WAVE를 떠올린 곡 | - 진영이 작사, 작곡한 곡으로 파도처럼 흘러가는 삶 속에서도 네가 있다면 끝까지 버틸 수 있다는 굳건한 사랑을 가사로 풀어냈다. 세련된 무드가 돋보이는 미디엄 템포 곡이다. 진영이 비트를 듣고 비트가 파도 같아서 바로 곡 제목 WAVE를 떠올린 곡 | - 진영이 작사, 작곡한 곡으로 파도처럼 흘러가는 삶 속에서도 네가 있다면 끝까지 버틸 수 있다는 굳건한 사랑을 가사로 풀어냈다. 세련된 무드가 돋보이는 미디엄 템포 곡이다. 진영이 비트를 듣고 비트가 파도 같아서 바로 곡 제목 WAVE를 떠올린 곡 |
| 2020 | Artist                                   | GOT7                                             | GOT7                                             | GOT7                                             | GOT7                                             | GOT7 | | | |
| 2020 | 앨범 내용                                | 《DYE》                                          | 《DYE》                                          | 《DYE》                                          | 《DYE》                                          | 《DYE》 | | | |
| 2020 | 발매일                                   | 2020.04.20                                       | 2020.04.20                                       | 2020.04.20                                       | 2020.04.20                                       | 2020.04.20 | | | |
| 2020 | 〈LOVE YOU BETTER〉                      | 〈LOVE YOU BETTER〉                              | 〈LOVE YOU BETTER〉                              | 〈LOVE YOU BETTER〉                              | 〈LOVE YOU BETTER〉                              | - 진영이 작사에 참여한 곡으로 다신 헤어지지 않을 영원한 사랑의 맹세, 고백을 주제로 타이틀과 같은 테마에서 시작이 된 곡. 'NOT BY THE MOON'은 카리스마가 있고 힘 있는 어조의 가사들이라면 이 곡은 좀 더 섬세한 감정을 시적으로 표현한 곡으로 부드러운 멜로디와 함께 신나고 칠(Chill)한 느낌을 느낄 수 있는 곡 | - 진영이 작사에 참여한 곡으로 다신 헤어지지 않을 영원한 사랑의 맹세, 고백을 주제로 타이틀과 같은 테마에서 시작이 된 곡. 'NOT BY THE MOON'은 카리스마가 있고 힘 있는 어조의 가사들이라면 이 곡은 좀 더 섬세한 감정을 시적으로 표현한 곡으로 부드러운 멜로디와 함께 신나고 칠(Chill)한 느낌을 느낄 수 있는 곡 | - 진영이 작사에 참여한 곡으로 다신 헤어지지 않을 영원한 사랑의 맹세, 고백을 주제로 타이틀과 같은 테마에서 시작이 된 곡. 'NOT BY THE MOON'은 카리스마가 있고 힘 있는 어조의 가사들이라면 이 곡은 좀 더 섬세한 감정을 시적으로 표현한 곡으로 부드러운 멜로디와 함께 신나고 칠(Chill)한 느낌을 느낄 수 있는 곡 | - 진영이 작사에 참여한 곡으로 다신 헤어지지 않을 영원한 사랑의 맹세, 고백을 주제로 타이틀과 같은 테마에서 시작이 된 곡. 'NOT BY THE MOON'은 카리스마가 있고 힘 있는 어조의 가사들이라면 이 곡은 좀 더 섬세한 감정을 시적으로 표현한 곡으로 부드러운 멜로디와 함께 신나고 칠(Chill)한 느낌을 느낄 수 있는 곡 |
| 2019 | Artist                                   | GOT7                                             | GOT7                                             | GOT7                                             | GOT7                                             | GOT7 | | | |
| 2019 | 앨범 내용                                | 《Call My Name》                                 | 《Call My Name》                                 | 《Call My Name》                                 | 《Call My Name》                                 | 《Call My Name》 | | | |
| 2019 | 발매일                                   | 2019.11.04                                       | 2019.11.04                                       | 2019.11.04                                       | 2019.11.04                                       | 2019.11.04 | | | |
| 2019 | 〈RUN AWAY〉                             | 〈RUN AWAY〉                                     | 〈RUN AWAY〉                                     | 〈RUN AWAY〉                                     | 〈RUN AWAY〉                                     | - 강렬한 멜로디와 리듬으로 이루어진 미디엄 템포의 곡으로 진영이 작사에 참여한 곡. " 안아주고파 느껴져 나의 온기 널 향한 마음은 영원할게 멀리멀리 Just wanna run away"라는 가사와 점점 고조되는 후렴구 비트를 듣고 있으면 모든 일이 다 잘 될 것 같은 안도감이 든다. | - 강렬한 멜로디와 리듬으로 이루어진 미디엄 템포의 곡으로 진영이 작사에 참여한 곡. " 안아주고파 느껴져 나의 온기 널 향한 마음은 영원할게 멀리멀리 Just wanna run away"라는 가사와 점점 고조되는 후렴구 비트를 듣고 있으면 모든 일이 다 잘 될 것 같은 안도감이 든다. | - 강렬한 멜로디와 리듬으로 이루어진 미디엄 템포의 곡으로 진영이 작사에 참여한 곡. " 안아주고파 느껴져 나의 온기 널 향한 마음은 영원할게 멀리멀리 Just wanna run away"라는 가사와 점점 고조되는 후렴구 비트를 듣고 있으면 모든 일이 다 잘 될 것 같은 안도감이 든다. | - 강렬한 멜로디와 리듬으로 이루어진 미디엄 템포의 곡으로 진영이 작사에 참여한 곡. " 안아주고파 느껴져 나의 온기 널 향한 마음은 영원할게 멀리멀리 Just wanna run away"라는 가사와 점점 고조되는 후렴구 비트를 듣고 있으면 모든 일이 다 잘 될 것 같은 안도감이 든다. |
| 2019 | Artist                                   | GOT7                                             | GOT7                                             | GOT7                                             | GOT7                                             | GOT7 | | | |
| 2019 | 앨범 내용                                | 《SPINNING TOP : BETWEEN SECURITY & INSECURITY》 | 《SPINNING TOP : BETWEEN SECURITY & INSECURITY》 | 《SPINNING TOP : BETWEEN SECURITY & INSECURITY》 | 《SPINNING TOP : BETWEEN SECURITY & INSECURITY》 | 《SPINNING TOP : BETWEEN SECURITY & INSECURITY》 | | | |
| 2019 | 발매일                                   | 2019.05.20                                       | 2019.05.20                                       | 2019.05.20                                       | 2019.05.20                                       | 2019.05.20 | | | |
| 2019 | 〈끝〉                                   | 〈끝〉                                           | 〈끝〉                                           | 〈끝〉                                           | 〈끝〉                                           | - 진영이 작사, 작곡에 참여한 서정적인 분위기의 곡. 〈끝〉 은 진영이 《SPINNING TOP : BETWEEN SECURITY & INSECURITY》 주제 '안정과 불안정 사이에서 느낄 수 있는 감정'에 맞게 쓴 한 대상과의 관계가 끝을 달리고 있다라는 의미를 담은 곡으로 그 대상이 자신일 수도 있고, 자신의 청춘일 수도 있고, 사랑하는 연인일 수도 있다. 또한, 《SPINNING TOP : BETWEEN SECURITY & INSECURITY》은 총 여섯 개의 트랙으로 안정과 불안정 사이에서 느낄 수 있는 감정들을 1~3번 트랙은 빛에서 어둠이 몰려오는 순간들을, 4~6번 트랙은 어둠에서 빛을 찾아가는 순간들을 그려낸 앨범이다. 〈끝〉은 3번째 트랙에 수록된 곡으로, 앨범 주제와 트랙의 흐름을 연관해서 생각하면 '아마도 불안함이 끝을 달리고 있지 않을까?'라는 의미를 담은 곡이기도 하다. | - 진영이 작사, 작곡에 참여한 서정적인 분위기의 곡. 〈끝〉 은 진영이 《SPINNING TOP : BETWEEN SECURITY & INSECURITY》 주제 '안정과 불안정 사이에서 느낄 수 있는 감정'에 맞게 쓴 한 대상과의 관계가 끝을 달리고 있다라는 의미를 담은 곡으로 그 대상이 자신일 수도 있고, 자신의 청춘일 수도 있고, 사랑하는 연인일 수도 있다. 또한, 《SPINNING TOP : BETWEEN SECURITY & INSECURITY》은 총 여섯 개의 트랙으로 안정과 불안정 사이에서 느낄 수 있는 감정들을 1~3번 트랙은 빛에서 어둠이 몰려오는 순간들을, 4~6번 트랙은 어둠에서 빛을 찾아가는 순간들을 그려낸 앨범이다. 〈끝〉은 3번째 트랙에 수록된 곡으로, 앨범 주제와 트랙의 흐름을 연관해서 생각하면 '아마도 불안함이 끝을 달리고 있지 않을까?'라는 의미를 담은 곡이기도 하다. | - 진영이 작사, 작곡에 참여한 서정적인 분위기의 곡. 〈끝〉 은 진영이 《SPINNING TOP : BETWEEN SECURITY & INSECURITY》 주제 '안정과 불안정 사이에서 느낄 수 있는 감정'에 맞게 쓴 한 대상과의 관계가 끝을 달리고 있다라는 의미를 담은 곡으로 그 대상이 자신일 수도 있고, 자신의 청춘일 수도 있고, 사랑하는 연인일 수도 있다. 또한, 《SPINNING TOP : BETWEEN SECURITY & INSECURITY》은 총 여섯 개의 트랙으로 안정과 불안정 사이에서 느낄 수 있는 감정들을 1~3번 트랙은 빛에서 어둠이 몰려오는 순간들을, 4~6번 트랙은 어둠에서 빛을 찾아가는 순간들을 그려낸 앨범이다. 〈끝〉은 3번째 트랙에 수록된 곡으로, 앨범 주제와 트랙의 흐름을 연관해서 생각하면 '아마도 불안함이 끝을 달리고 있지 않을까?'라는 의미를 담은 곡이기도 하다. | - 진영이 작사, 작곡에 참여한 서정적인 분위기의 곡. 〈끝〉 은 진영이 《SPINNING TOP : BETWEEN SECURITY & INSECURITY》 주제 '안정과 불안정 사이에서 느낄 수 있는 감정'에 맞게 쓴 한 대상과의 관계가 끝을 달리고 있다라는 의미를 담은 곡으로 그 대상이 자신일 수도 있고, 자신의 청춘일 수도 있고, 사랑하는 연인일 수도 있다. 또한, 《SPINNING TOP : BETWEEN SECURITY & INSECURITY》은 총 여섯 개의 트랙으로 안정과 불안정 사이에서 느낄 수 있는 감정들을 1~3번 트랙은 빛에서 어둠이 몰려오는 순간들을, 4~6번 트랙은 어둠에서 빛을 찾아가는 순간들을 그려낸 앨범이다. 〈끝〉은 3번째 트랙에 수록된 곡으로, 앨범 주제와 트랙의 흐름을 연관해서 생각하면 '아마도 불안함이 끝을 달리고 있지 않을까?'라는 의미를 담은 곡이기도 하다. |
| 2018 | Artist                                   | GOT7                                             | GOT7                                             | GOT7                                             | GOT7                                             | GOT7 | | | |
| 2018 | 앨범 내용                                | 《Present : YOU & ME Edition》                   | 《Present : YOU & ME Edition》                   | 《Present : YOU & ME Edition》                   | 《Present : YOU & ME Edition》                   | 《Present : YOU & ME Edition》 | | | |
| 2018 | 발매일                                   | 2018.12.03                                       | 2018.12.03                                       | 2018.12.03                                       | 2018.12.03                                       | 2018.12.03 | | | |
| 2018 | 〈Higher〉 - 마크 투안 (Mark Tuan), 진영 | 〈Higher〉 - 마크 투안 (Mark Tuan), 진영         | 〈Higher〉 - 마크 투안 (Mark Tuan), 진영         | 〈Higher〉 - 마크 투안 (Mark Tuan), 진영         | 〈Higher〉 - 마크 투안 (Mark Tuan), 진영         | - 마크 투안 (Mark Tuan)와 진영이 작사, 작곡에 참여한 유닛곡. '날 더 높이 올려줘’라는 메시지의 신나는 댄스곡이다. | - 마크 투안 (Mark Tuan)와 진영이 작사, 작곡에 참여한 유닛곡. '날 더 높이 올려줘’라는 메시지의 신나는 댄스곡이다. | - 마크 투안 (Mark Tuan)와 진영이 작사, 작곡에 참여한 유닛곡. '날 더 높이 올려줘’라는 메시지의 신나는 댄스곡이다. | - 마크 투안 (Mark Tuan)와 진영이 작사, 작곡에 참여한 유닛곡. '날 더 높이 올려줘’라는 메시지의 신나는 댄스곡이다. |
| 2018 | 〈King〉 - 진영, 뱀뱀                    | 〈King〉 - 진영, 뱀뱀                            | 〈King〉 - 진영, 뱀뱀                            | 〈King〉 - 진영, 뱀뱀                            | 〈King〉 - 진영, 뱀뱀                            | - 진영과 뱀뱀이 작사, 작곡에 참여한 유닛곡. 먼저 곡 제목을 〈King〉으로 정하고 '우리는 왕이다(King of the K-pop)'라는 컨셉이 강한 노래를 만들었다. 최고의 모습을 보여주겠다는 자신감을 노래한다. | - 진영과 뱀뱀이 작사, 작곡에 참여한 유닛곡. 먼저 곡 제목을 〈King〉으로 정하고 '우리는 왕이다(King of the K-pop)'라는 컨셉이 강한 노래를 만들었다. 최고의 모습을 보여주겠다는 자신감을 노래한다. | - 진영과 뱀뱀이 작사, 작곡에 참여한 유닛곡. 먼저 곡 제목을 〈King〉으로 정하고 '우리는 왕이다(King of the K-pop)'라는 컨셉이 강한 노래를 만들었다. 최고의 모습을 보여주겠다는 자신감을 노래한다. | - 진영과 뱀뱀이 작사, 작곡에 참여한 유닛곡. 먼저 곡 제목을 〈King〉으로 정하고 '우리는 왕이다(King of the K-pop)'라는 컨셉이 강한 노래를 만들었다. 최고의 모습을 보여주겠다는 자신감을 노래한다. |
| 2018 | Artist                                   | GOT7                                             | GOT7                                             | GOT7                                             | GOT7                                             | GOT7 | | | |
| 2018 | 앨범 내용                                | 《Present : YOU》                                | 《Present : YOU》                                | 《Present : YOU》                                | 《Present : YOU》                                | 《Present : YOU》 | | | |
| 2018 | 발매일                                   | 2018.09.17                                       | 2018.09.17                                       | 2018.09.17                                       | 2018.09.17                                       | 2018.09.17 | | | |
| 2018 | 〈I Am Me〉                              | 〈I Am Me〉                                      | 〈I Am Me〉                                      | 〈I Am Me〉                                      | 〈I Am Me〉                                      | - 진영이 작사, 작곡에 참여한 곡. 퓨처 베이스 사운드 중심의 곡으로 '나를 진지하게 마주하고, 자신을 믿고 자신만의 길을 걸어가자'는 메시지. '누가 뭐라든 우린 우리고, 나는 나 자신이다.'라는 것을 표현. 진영의 가치관 중에서 넘버원보다는 온리원, 나만의 것 이런 진영의 가치관들이 담겨져 있는 노래. | - 진영이 작사, 작곡에 참여한 곡. 퓨처 베이스 사운드 중심의 곡으로 '나를 진지하게 마주하고, 자신을 믿고 자신만의 길을 걸어가자'는 메시지. '누가 뭐라든 우린 우리고, 나는 나 자신이다.'라는 것을 표현. 진영의 가치관 중에서 넘버원보다는 온리원, 나만의 것 이런 진영의 가치관들이 담겨져 있는 노래. | - 진영이 작사, 작곡에 참여한 곡. 퓨처 베이스 사운드 중심의 곡으로 '나를 진지하게 마주하고, 자신을 믿고 자신만의 길을 걸어가자'는 메시지. '누가 뭐라든 우린 우리고, 나는 나 자신이다.'라는 것을 표현. 진영의 가치관 중에서 넘버원보다는 온리원, 나만의 것 이런 진영의 가치관들이 담겨져 있는 노래. | - 진영이 작사, 작곡에 참여한 곡. 퓨처 베이스 사운드 중심의 곡으로 '나를 진지하게 마주하고, 자신을 믿고 자신만의 길을 걸어가자'는 메시지. '누가 뭐라든 우린 우리고, 나는 나 자신이다.'라는 것을 표현. 진영의 가치관 중에서 넘버원보다는 온리원, 나만의 것 이런 진영의 가치관들이 담겨져 있는 노래. |
| 2018 | 〈My Youth〉 - 진영 Solo                 | 〈My Youth〉 - 진영 Solo                         | 〈My Youth〉 - 진영 Solo                         | 〈My Youth〉 - 진영 Solo                         | 〈My Youth〉 - 진영 Solo                         | - 진영이 작사, 작곡에 참여한 진영 솔로곡. 무한한 가능성을 지녔던 어린 날의 나'를 그리워하며 가사에 "눈을 떠 넌 아직 우주인걸 여전히 빛나는 아이인걸"이라고 다시 돌아올 청춘을 노래하는 얼터너티브 록 장르의 곡. 진영의 깊은 감성과 보컬이 귓가를 사로잡는다. | - 진영이 작사, 작곡에 참여한 진영 솔로곡. 무한한 가능성을 지녔던 어린 날의 나'를 그리워하며 가사에 "눈을 떠 넌 아직 우주인걸 여전히 빛나는 아이인걸"이라고 다시 돌아올 청춘을 노래하는 얼터너티브 록 장르의 곡. 진영의 깊은 감성과 보컬이 귓가를 사로잡는다. | - 진영이 작사, 작곡에 참여한 진영 솔로곡. 무한한 가능성을 지녔던 어린 날의 나'를 그리워하며 가사에 "눈을 떠 넌 아직 우주인걸 여전히 빛나는 아이인걸"이라고 다시 돌아올 청춘을 노래하는 얼터너티브 록 장르의 곡. 진영의 깊은 감성과 보컬이 귓가를 사로잡는다. | - 진영이 작사, 작곡에 참여한 진영 솔로곡. 무한한 가능성을 지녔던 어린 날의 나'를 그리워하며 가사에 "눈을 떠 넌 아직 우주인걸 여전히 빛나는 아이인걸"이라고 다시 돌아올 청춘을 노래하는 얼터너티브 록 장르의 곡. 진영의 깊은 감성과 보컬이 귓가를 사로잡는다. |
| 2018 | Artist                                   | GOT7                                             | GOT7                                             | GOT7                                             | GOT7                                             | GOT7 | | | |
| 2018 | 앨범 내용                                | 《Eyes On You》                                  | 《Eyes On You》                                  | 《Eyes On You》                                  | 《Eyes On You》                                  | 《Eyes On You》 | | | |
| 2018 | 발매일                                   | 2018.03.12                                       | 2018.03.12                                       | 2018.03.12                                       | 2018.03.12                                       | 2018.03.12 | | | |
| 2018 | 〈고마워〉                               | 〈고마워〉                                       | 〈고마워〉                                       | 〈고마워〉                                       | 〈고마워〉                                       | 진영이 평소에 말로 다 하지 못했던 팬들에 대한 진심을 담은 곡이다. 작사, 작곡을 맡은 진영은 팬들을 '초록빛 은하수'에 비유하며 고마움을 전하고 의미를 더했다. 애틋한 감정을 고조시키는 곡 후반 사운드가 인상적이다. | 진영이 평소에 말로 다 하지 못했던 팬들에 대한 진심을 담은 곡이다. 작사, 작곡을 맡은 진영은 팬들을 '초록빛 은하수'에 비유하며 고마움을 전하고 의미를 더했다. 애틋한 감정을 고조시키는 곡 후반 사운드가 인상적이다. | 진영이 평소에 말로 다 하지 못했던 팬들에 대한 진심을 담은 곡이다. 작사, 작곡을 맡은 진영은 팬들을 '초록빛 은하수'에 비유하며 고마움을 전하고 의미를 더했다. 애틋한 감정을 고조시키는 곡 후반 사운드가 인상적이다. | 진영이 평소에 말로 다 하지 못했던 팬들에 대한 진심을 담은 곡이다. 작사, 작곡을 맡은 진영은 팬들을 '초록빛 은하수'에 비유하며 고마움을 전하고 의미를 더했다. 애틋한 감정을 고조시키는 곡 후반 사운드가 인상적이다. |
| 2017 | Artist                                   | GOT7                                             | GOT7                                             | GOT7                                             | GOT7                                             | GOT7 | | | |
| 2017 | 앨범 내용                                | 《7 for 7》                                      | 《7 for 7》                                      | 《7 for 7》                                      | 《7 for 7》                                      | 《7 for 7》 | | | |
| 2017 | 발매일                                   | 2017.10.10                                       | 2017.10.10                                       | 2017.10.10                                       | 2017.10.10                                       | 2017.10.10 | | | |
| 2017 | 〈Firework〉                             | 〈Firework〉                                     | 〈Firework〉                                     | 〈Firework〉                                     | 〈Firework〉                                     | - 진영이 작사, 작곡에 참여한 곡. 미디엄 템포 일렉트로니카 장르의 곡으로 '끝없는 노력이 있다면 언젠가는 폭죽처럼 아름답게 피어날 것'이라는 위로의 메시지를 전한다. | - 진영이 작사, 작곡에 참여한 곡. 미디엄 템포 일렉트로니카 장르의 곡으로 '끝없는 노력이 있다면 언젠가는 폭죽처럼 아름답게 피어날 것'이라는 위로의 메시지를 전한다. | - 진영이 작사, 작곡에 참여한 곡. 미디엄 템포 일렉트로니카 장르의 곡으로 '끝없는 노력이 있다면 언젠가는 폭죽처럼 아름답게 피어날 것'이라는 위로의 메시지를 전한다. | - 진영이 작사, 작곡에 참여한 곡. 미디엄 템포 일렉트로니카 장르의 곡으로 '끝없는 노력이 있다면 언젠가는 폭죽처럼 아름답게 피어날 것'이라는 위로의 메시지를 전한다. |
| 2017 | Artist                                   | GOT7                                             | GOT7                                             | GOT7                                             | GOT7                                             | GOT7 | | | |
| 2017 | 앨범 내용                                | 《FLIGHT LOG : ARRIVAL》                         | 《FLIGHT LOG : ARRIVAL》                         | 《FLIGHT LOG : ARRIVAL》                         | 《FLIGHT LOG : ARRIVAL》                         | 《FLIGHT LOG : ARRIVAL》 | | | |
| 2017 | 발매일                                   | 2017.03.13                                       | 2017.03.13                                       | 2017.03.13                                       | 2017.03.13                                       | 2017.03.13 | | | |
| 2017 | 〈Paradise〉                             | 〈Paradise〉                                     | 〈Paradise〉                                     | 〈Paradise〉                                     | 〈Paradise〉                                     | - 진영・뱀뱀이 작사, 진영이 작곡에 참여한 곡. 진영이 이번 앨범에 맞게 의미있는 곡을 만들어보고 싶어서 쓴 곡으로 'GOT7이 난기류(TURBULENCE)를 헤치고 I GOT7 (아가새)과 함께 파라다이스(Paradise)에 도착(ARRIVAL)했다.'는 의미로 만든 곡. 'GOT7이 함난한 걸 겪고 팬들과 함께 파라다이스에 도착했다.' 가슴 속에 두근거림을 심어준 상대를 파라다이스에 비유한 노래. 앞선 앨범 《FLIGHT LOG : TURBULENCE》 에 수록된 "Mayday"가 불안하고 위태로운 사랑을 그린 곡이라면 "Paradise"는 이번 앨범의 콘셉트에 맞게 평온하고 아름다운 사랑의 감정을 표현했다. | - 진영・뱀뱀이 작사, 진영이 작곡에 참여한 곡. 진영이 이번 앨범에 맞게 의미있는 곡을 만들어보고 싶어서 쓴 곡으로 'GOT7이 난기류(TURBULENCE)를 헤치고 I GOT7 (아가새)과 함께 파라다이스(Paradise)에 도착(ARRIVAL)했다.'는 의미로 만든 곡. 'GOT7이 함난한 걸 겪고 팬들과 함께 파라다이스에 도착했다.' 가슴 속에 두근거림을 심어준 상대를 파라다이스에 비유한 노래. 앞선 앨범 《FLIGHT LOG : TURBULENCE》 에 수록된 "Mayday"가 불안하고 위태로운 사랑을 그린 곡이라면 "Paradise"는 이번 앨범의 콘셉트에 맞게 평온하고 아름다운 사랑의 감정을 표현했다. | - 진영・뱀뱀이 작사, 진영이 작곡에 참여한 곡. 진영이 이번 앨범에 맞게 의미있는 곡을 만들어보고 싶어서 쓴 곡으로 'GOT7이 난기류(TURBULENCE)를 헤치고 I GOT7 (아가새)과 함께 파라다이스(Paradise)에 도착(ARRIVAL)했다.'는 의미로 만든 곡. 'GOT7이 함난한 걸 겪고 팬들과 함께 파라다이스에 도착했다.' 가슴 속에 두근거림을 심어준 상대를 파라다이스에 비유한 노래. 앞선 앨범 《FLIGHT LOG : TURBULENCE》 에 수록된 "Mayday"가 불안하고 위태로운 사랑을 그린 곡이라면 "Paradise"는 이번 앨범의 콘셉트에 맞게 평온하고 아름다운 사랑의 감정을 표현했다. | - 진영・뱀뱀이 작사, 진영이 작곡에 참여한 곡. 진영이 이번 앨범에 맞게 의미있는 곡을 만들어보고 싶어서 쓴 곡으로 'GOT7이 난기류(TURBULENCE)를 헤치고 I GOT7 (아가새)과 함께 파라다이스(Paradise)에 도착(ARRIVAL)했다.'는 의미로 만든 곡. 'GOT7이 함난한 걸 겪고 팬들과 함께 파라다이스에 도착했다.' 가슴 속에 두근거림을 심어준 상대를 파라다이스에 비유한 노래. 앞선 앨범 《FLIGHT LOG : TURBULENCE》 에 수록된 "Mayday"가 불안하고 위태로운 사랑을 그린 곡이라면 "Paradise"는 이번 앨범의 콘셉트에 맞게 평온하고 아름다운 사랑의 감정을 표현했다. |
| 2016 | Artist                                   | GOT7                                             | GOT7                                             | GOT7                                             | GOT7                                             | GOT7 | | | |
| 2016 | 앨범 내용                                | 《FLIGHT LOG : TURBULENCE》                      | 《FLIGHT LOG : TURBULENCE》                      | 《FLIGHT LOG : TURBULENCE》                      | 《FLIGHT LOG : TURBULENCE》                      | 《FLIGHT LOG : TURBULENCE》 | | | |
| 2016 | 발매일                                   | 2016.09.27                                       | 2016.09.27                                       | 2016.09.27                                       | 2016.09.27                                       | 2016.09.27 | | | |
| 2016 | 〈Mayday〉                               | 〈Mayday〉                                       | 〈Mayday〉                                       | 〈Mayday〉                                       | 〈Mayday〉                                       | - 진영이 작사, 작곡에 참여한 곡. 'Mayday'는 비행기나 배가 위급상황일 때 구조요청을 할 때 'Mayday, Mayday'라는 얘기하는 것에서 진영이 영감 받아 힘든 상황 속에서 날 구해달라. 듣는 여러분이 날 구해달라. 뜻으로 만든 곡. 사랑하는 사람이 있다면 어떤 힘든 상황도 이겨낼 수 있다는 내용의 곡. | - 진영이 작사, 작곡에 참여한 곡. 'Mayday'는 비행기나 배가 위급상황일 때 구조요청을 할 때 'Mayday, Mayday'라는 얘기하는 것에서 진영이 영감 받아 힘든 상황 속에서 날 구해달라. 듣는 여러분이 날 구해달라. 뜻으로 만든 곡. 사랑하는 사람이 있다면 어떤 힘든 상황도 이겨낼 수 있다는 내용의 곡. | - 진영이 작사, 작곡에 참여한 곡. 'Mayday'는 비행기나 배가 위급상황일 때 구조요청을 할 때 'Mayday, Mayday'라는 얘기하는 것에서 진영이 영감 받아 힘든 상황 속에서 날 구해달라. 듣는 여러분이 날 구해달라. 뜻으로 만든 곡. 사랑하는 사람이 있다면 어떤 힘든 상황도 이겨낼 수 있다는 내용의 곡. | - 진영이 작사, 작곡에 참여한 곡. 'Mayday'는 비행기나 배가 위급상황일 때 구조요청을 할 때 'Mayday, Mayday'라는 얘기하는 것에서 진영이 영감 받아 힘든 상황 속에서 날 구해달라. 듣는 여러분이 날 구해달라. 뜻으로 만든 곡. 사랑하는 사람이 있다면 어떤 힘든 상황도 이겨낼 수 있다는 내용의 곡. |
| 2016 | Artist                                   | GOT7                                             | GOT7                                             | GOT7                                             | GOT7                                             | GOT7 | | | |
| 2016 | 앨범 내용                                | 《FLIGHT LOG : DEPARTURE》                       | 《FLIGHT LOG : DEPARTURE》                       | 《FLIGHT LOG : DEPARTURE》                       | 《FLIGHT LOG : DEPARTURE》                       | 《FLIGHT LOG : DEPARTURE》 | | | |
| 2016 | 발매일                                   | 2016.03.21                                       | 2016.03.21                                       | 2016.03.21                                       | 2016.03.21                                       | 2016.03.21 | | | |
| 2016 | 〈못하겠어〉                             | 〈못하겠어〉                                     | 〈못하겠어〉                                     | 〈못하겠어〉                                     | 〈못하겠어〉                                     | - 작사 진영, 랩메이킹 진영・마크 투안 (Mark Tuan), 작곡 진영 참여. 사랑에 빠진 순수한 가사가 담긴 곡으로, 트로피컬한 사운드와 트랩 비트를 바탕으로 한 얼반 댄스곡이다. | - 작사 진영, 랩메이킹 진영・마크 투안 (Mark Tuan), 작곡 진영 참여. 사랑에 빠진 순수한 가사가 담긴 곡으로, 트로피컬한 사운드와 트랩 비트를 바탕으로 한 얼반 댄스곡이다. | - 작사 진영, 랩메이킹 진영・마크 투안 (Mark Tuan), 작곡 진영 참여. 사랑에 빠진 순수한 가사가 담긴 곡으로, 트로피컬한 사운드와 트랩 비트를 바탕으로 한 얼반 댄스곡이다. | - 작사 진영, 랩메이킹 진영・마크 투안 (Mark Tuan), 작곡 진영 참여. 사랑에 빠진 순수한 가사가 담긴 곡으로, 트로피컬한 사운드와 트랩 비트를 바탕으로 한 얼반 댄스곡이다. |
| 2015 | Artist                                   | GOT7                                             | GOT7                                             | GOT7                                             | GOT7                                             | GOT7 | | | |
| 2015 | 앨범 내용                                | 《MAD Winter Edition》                           | 《MAD Winter Edition》                           | 《MAD Winter Edition》                           | 《MAD Winter Edition》                           | 《MAD Winter Edition》 | | | |
| 2015 | 발매일                                   | 2015.11.23                                       | 2015.11.23                                       | 2015.11.23                                       | 2015.11.23                                       | 2015.11.23 | | | |
| 2015 | 〈이.별〉                                | 〈이.별〉                                        | 〈이.별〉                                        | 〈이.별〉                                        | 〈이.별〉                                        | - 진영이 작사에 참여한 곡. 사랑하는 이와 이별했을 때 느끼는 감정을 하늘에 떠있는 별에 비유해 노래했다. 사랑이란 너무 가까워도 그렇다고 너무 멀어도 안 되는 감정이라 풀어냈다. | - 진영이 작사에 참여한 곡. 사랑하는 이와 이별했을 때 느끼는 감정을 하늘에 떠있는 별에 비유해 노래했다. 사랑이란 너무 가까워도 그렇다고 너무 멀어도 안 되는 감정이라 풀어냈다. | - 진영이 작사에 참여한 곡. 사랑하는 이와 이별했을 때 느끼는 감정을 하늘에 떠있는 별에 비유해 노래했다. 사랑이란 너무 가까워도 그렇다고 너무 멀어도 안 되는 감정이라 풀어냈다. | - 진영이 작사에 참여한 곡. 사랑하는 이와 이별했을 때 느끼는 감정을 하늘에 떠있는 별에 비유해 노래했다. 사랑이란 너무 가까워도 그렇다고 너무 멀어도 안 되는 감정이라 풀어냈다. |

#### 일본
| 2019 | Artist                                         | GOT7                                                  | GOT7                                                  | GOT7                                                  | GOT7                                                  | GOT7 | | | |
| 2019 | 앨범명                                         | 《I WON'T LET YOU GO (진영 & 유겸)》                  | 《I WON'T LET YOU GO (진영 & 유겸)》                  | 《I WON'T LET YOU GO (진영 & 유겸)》                  | 《I WON'T LET YOU GO (진영 & 유겸)》                  | 《I WON'T LET YOU GO (진영 & 유겸)》 | | | |
| 2019 | 발매일                                         | 2019.01.30                                            | 2019.01.30                                            | 2019.01.30                                            | 2019.01.30                                            | 2019.01.30 | | | |
| 2019 | 〈25〉 - 진영, 유겸                            | 〈25〉 - 진영, 유겸                                   | 〈25〉 - 진영, 유겸                                   | 〈25〉 - 진영, 유겸                                   | 〈25〉 - 진영, 유겸                                   | - 진영과 유겸이 작사・작곡에 참여한 유닛곡. - '가지마 너와 같이 있고 싶어'를 '파티는 끝났지만 나는 너랑 더 있고 싶어. 너와 같이 있는 시간이 24시간도 부족해. 하루가 25시간이었으면 좋겠어. 집에 가지 않았으면 좋겠어.' 애절한 댄스곡 | - 진영과 유겸이 작사・작곡에 참여한 유닛곡. - '가지마 너와 같이 있고 싶어'를 '파티는 끝났지만 나는 너랑 더 있고 싶어. 너와 같이 있는 시간이 24시간도 부족해. 하루가 25시간이었으면 좋겠어. 집에 가지 않았으면 좋겠어.' 애절한 댄스곡 | - 진영과 유겸이 작사・작곡에 참여한 유닛곡. - '가지마 너와 같이 있고 싶어'를 '파티는 끝났지만 나는 너랑 더 있고 싶어. 너와 같이 있는 시간이 24시간도 부족해. 하루가 25시간이었으면 좋겠어. 집에 가지 않았으면 좋겠어.' 애절한 댄스곡 | - 진영과 유겸이 작사・작곡에 참여한 유닛곡. - '가지마 너와 같이 있고 싶어'를 '파티는 끝났지만 나는 너랑 더 있고 싶어. 너와 같이 있는 시간이 24시간도 부족해. 하루가 25시간이었으면 좋겠어. 집에 가지 않았으면 좋겠어.' 애절한 댄스곡 |
| 2018 | Artist                                         | GOT7                                                  | GOT7                                                  | GOT7                                                  | GOT7                                                  | GOT7 | | | |
| 2018 | 앨범명                                         | 《THE New Era (마크 투안 (Mark Tuan) & 진영 & 유겸)》 | 《THE New Era (마크 투안 (Mark Tuan) & 진영 & 유겸)》 | 《THE New Era (마크 투안 (Mark Tuan) & 진영 & 유겸)》 | 《THE New Era (마크 투안 (Mark Tuan) & 진영 & 유겸)》 | 《THE New Era (마크 투안 (Mark Tuan) & 진영 & 유겸)》 | | | |
| 2018 | 발매일                                         | 2018.06.20                                            | 2018.06.20                                            | 2018.06.20                                            | 2018.06.20                                            | 2018.06.20 | | | |
| 2018 | 〈2(TWO)〉 - 마크 투안 (Mark Tuan), 진영, 유겸 | 〈2(TWO)〉 - 마크 투안 (Mark Tuan), 진영, 유겸        | 〈2(TWO)〉 - 마크 투안 (Mark Tuan), 진영, 유겸        | 〈2(TWO)〉 - 마크 투안 (Mark Tuan), 진영, 유겸        | 〈2(TWO)〉 - 마크 투안 (Mark Tuan), 진영, 유겸        | - 마크 투안 (Mark Tuan), 진영, 유겸이 작사・작곡에 참여한 유닛곡. - 분위기 있는 R&B 곡 | - 마크 투안 (Mark Tuan), 진영, 유겸이 작사・작곡에 참여한 유닛곡. - 분위기 있는 R&B 곡 | - 마크 투안 (Mark Tuan), 진영, 유겸이 작사・작곡에 참여한 유닛곡. - 분위기 있는 R&B 곡 | - 마크 투안 (Mark Tuan), 진영, 유겸이 작사・작곡에 참여한 유닛곡. - 분위기 있는 R&B 곡 |

## 기사・인터뷰

### 진영
| 연도 | Artist        | 제목                                                                       | 제공         |
| ---- | ------------- | -------------------------------------------------------------------------- | ------------ |
| 2022 | 박진영 (진영) | 진영 "제가 살아남는 방식도 바비와 비슷했던 것 같아요"                      | GQ           |
| 2021 | 진영          | 진영, 자작곡 'DIVE' 발매. "팬 분들께 선물"                                 | 스타뉴스     |
| 2021 | 진영          | 갓세븐 진영 "'다이브' 발매..팬들에게 빨리 노래 들려주고 싶어서"            | 스타뉴스     |
| 2021 | 진영          | “나의 천사” 갓세븐 진영, 작사·작곡까지 잘하는 팔방미인 ‘DIVE’ (들어보고서) | 뉴스엔       |
| 2021 | 진영 (박진영) | 진영 "바다를 보면 그냥 편안해지는 게 있어요"                               | GQ           |
| 2021 | 진영 (박진영) | 끝의 시작 '진영'                                                           | W Korea      |
| 2021 | 진영 (박진영) | 다재다능한 '진영'                                                          | 노블레스닷컴 |

### JJ Project
| 연도 | Artist     | 인터뷰 | 제목                                                                 | 앨범명      | 제공              |
| ---- | ---------- | ------ | -------------------------------------------------------------------- | ----------- | ----------------- |
| 2017 | JJ Project | 음반   | (스타캐스트) GOT7 JJ Project의 내일, 오늘 인터뷰                     | 《Verse 2》 | 네이버 스타캐스트 |
| 2017 | JJ Project | 음반   | (인터뷰) ‘Verse 2’ JJ Project, 불사조처럼 다시 피어올라              | 《Verse 2》 | bnt뉴스           |
| 2017 | JJ Project | 음반   | (인터뷰) ‘컴백’ JJ프로젝트 “벌써 5년, 저희 많이 달라졌죠?”           | 《Verse 2》 | 노컷뉴스          |
| 2017 | JJ Project | 음반   | (인터뷰) "행복해도 고민은 있지요"... JJ Project도 예상 못했던 새앨범 | 《Verse 2》 | 오마이뉴스        |
| 2017 | JJ Project | 음반   | (인터뷰) JJ프로젝트, "5년의 기다림, 그속의 청춘들의 고민과 방황"     | 《Verse 2》 | 아주경제          |
| 2017 | JJ Project | 음반   | (인터뷰) JJ프로젝트 "갓세븐 대표하는 마음…뜻깊고 떨린다"             | 《Verse 2》 | 뉴스1             |
| 2017 | JJ Project | 음반   | JJ 프로젝트, 무르익다 (인터뷰①)                                      | 《Verse 2》 | 텐아시아          |
| 2017 | JJ Project | 음반   | JAY B·진영이 말하는 #제제프 #갓세븐 #박진영 (인터뷰②)                | 《Verse 2》 | 텐아시아          |
| 2017 | JJ Project | 음반   | (엑's 인터뷰①) "5년 허송세월 아니다"…JJ프로젝트의 고민과 성장        | 《Verse 2》 | 엑스포츠뉴스      |
| 2017 | JJ Project | 음반   | (엑's 인터뷰②) 갓세븐 "개인활동? 7人 완전체 뭉치는게 더 의미있다"    | 《Verse 2》 | 엑스포츠뉴스      |

### GOT7
| 연도 | Artist | 기사 인터뷰 | 제목                                                                 | 앨범명                                           | 제공           |
| ---- | ------ | ----------- | -------------------------------------------------------------------- | ------------------------------------------------ | -------------- |
| 2021 | GOT7   | 음반        | 갓세븐, 신곡 '앙코르'에 담은 약속…"널 위해 부를게, 남아있는 날도"    | 《Encore》                                       | 조이뉴스24     |
| 2021 | GOT7   | 음반        | 갓세븐 진영, 신곡 ‘앙코르’ 작사-작곡 소감 “팬들께 마음 전하려 쓴 곡” | 《Encore》                                       | 한국경제       |
| 2021 | GOT7   | 음반        | 갓세븐, 완전체 신곡 '앙코르' 깜짝 발표 "갓세븐은 영원하다"           | 《Encore》                                       | 헤럴드POP      |
| 2021 | GOT7   | 음반        | 갓세븐, JYP 떠났다 “아가새 위한 음악 계속” (손편지 전문)             | 《Encore》                                       | MK스포츠       |
| 2020 | GOT7   | 음반        | (투데이IS) GOT7, 2년만 정규 컴백…직접 소개하는 자작곡                | 《Breath of Love : Last Piece》                  | 일간스포츠     |
| 2020 | GOT7   | 음반        | 갓세븐, 데뷔 7년차 ‘DYE’로 또 비상 (종합)                            | 《DYE》                                          | 뉴스엔         |
| 2019 | GOT7   | 음반        | (ENT터뷰) GOT7(갓세븐), '불안극복의 공감, 행복함을 향하다' (인터뷰)  | 《SPINNING TOP : BETWEEN SECURITY & INSECURITY》 | 전자신문       |
| 2018 | GOT7   | 음반        | 갓세븐 진영, 솔로곡 'My Youth' 뮤비서 미모 폭발..다음 주자는 유겸    | 《Present : YOU》                                | OSEN           |
| 2018 | GOT7   | 음반        | (S종합) 갓세븐, “이유 있는 자신감” 7人7色 매력 담은 앨범으로 컴백    | 《Present : YOU》                                | 스타데일리뉴스 |
| 2018 | GOT7   | 음반        | "늘 본질을 생각"…갓세븐, 고민과 원동력 (인터뷰)                      | 《Eyes On You》                                  | 조이뉴스24     |
| 2017 | GOT7   | 음반        | (스타캐스트) GOT7의 숫자 7, for 7                                    | 《7 for 7》                                      | 네이버         |
| 2017 | GOT7   | 음반        | (읽는신곡) "자유 비행 시작"...GOT7, '성장'을 증명하다                | 《7 for 7》                                      | 스포츠조선     |
| 2015 | GOT7   | 음반        | 갓세븐, 리패키지 앨범 발매… JAY B 자작곡 '매일' 등 수록              | 《MAD Winter Edition》                           | 스포츠월드     |

## 참여 음반
| 연도   | Artist        | 참고 문서                        |
| ------ | ------------- | -------------------------------- |
| 2014 ~ | 진영 (박진영) | - 진영 (박진영)의 참여 음반 목록 |